# Cesare De Piccoli
Cesare De Piccoli (ur. 25 stycznia 1946 w Casale sul Sile) – włoski polityk, samorządowiec i związkowiec, były podsekretarz stanu i wiceminister, parlamentarzysta krajowy, poseł do Parlamentu Europejskiego III kadencji.

## Życiorys
Uzyskał wykształcenie średnie jako technik w przemyśle. Zawodowo pracował w kolejach państwowych i jako konsultant. Doszedł też do stanowisk kierowniczych we Włoskiej Powszechnej Konfederacji Pracy. Zaangażował się w działalność polityczną w ramach Włoskiej Partii Komunistycznej, zasiadł w jej komitecie centralnym, kierował też jej strukturami w Wenecji Euganejskiej.
Od 1980 do 1993 był radnym Wenecji, w latach 1987–1990 zajmował stanowisko zastępcy burmistrza tego miasta. W 1989 uzyskał mandat posła do Parlamentu Europejskiego III kadencji. Początkowo przystąpił do Grupy Zjednoczonej Lewicy Europejskiej, w styczniu 1993 przeszedł do frakcji Partii Europejskich Socjalistów. Należał m.in. do Komisji ds. Gospodarczych i Walutowych oraz Polityki Przemysłowej, Komisji ds. Transportu i Turystyki oraz Delegacji ds. stosunków z republikami dawnej Jugosławii.
W latach 1996–2001 i 2006–2008 zasiadał w Izbie Deputowanych XIII i XV kadencji (uzyskiwał mandat z ramienia koalicji Drzewo Oliwne). Jednocześnie działał w kolejnych ugrupowaniach powstałych w miejsce partii komunistycznej: Demokratycznej Partii Lewicy (od 1991 do 1998), Demokratach Lewicy (od 1998 do 2007) i Partii Demokratycznej (od 2007); w drugiej z tych partii był m.in. przewodniczącym struktur w Wenecji Euganejskiej i rzecznikiem ds. transportu. Od kwietnia 2000 do lipca 2001 pełnił funkcje podsekretarza stanu w ministerstwie przemysłu, handlu i rzemiosła artystycznego, zaś od maja 2006 do maja 2008 był wiceministrem transportu (odpowiedzialnym za transport morski i nawigację). Później zaangażował się w działania na rzecz wybudowania portu morskiego na lagunie w Wenecji.

## Życie prywatne
Żonaty, ma dwoje dzieci.